# Lehmijärvi (sjö i Gustav Adolfs, Päijänne-Tavastland)
Lehmijärvi är en sjö i kommunen Gustav Adolfs i landskapet Päijänne-Tavastland i Finland. Sjön ligger 98 meter över havet. Arean är 43 hektar och strandlinjen är 5 kilometer lång. Sjön  ingår i Kymmene älvs huvudavrinningsområde.   Den ligger omkring 82 km norr om Lahtis och omkring 180 km norr om Helsingfors. 
I sydöstra delen av sjön finns sjöns enda egentliga ö, Viitasaaret, med en area på omkring 740 kvadratmeter och en största längd av 50 meter i nord-sydlig riktning.